# Pterolophia tuberosithorax
Pterolophia tuberosithorax là một loài bọ cánh cứng trong họ Cerambycidae.